# 淀川村
淀川村（よどかわむら）は秋田県仙北郡にあった村。現在の大仙市北西端、雄物川右岸にあたる。

## 地理
- 山：岡田山
- 河川：雄物川、淀川

## 歴史
- 1889年（明治22年）4月1日 - 町村制の施行により、中淀川村、下淀川村、小種村の区域をもって発足。
- 1914年（大正3年）3月15日 - 秋田仙北地震が発生。家屋が潰倒・火の手が上がる等の被害が出た[1]。
- 1955年（昭和30年）3月31日 - 峰吉川村・荒川村および河辺郡船岡村と合併して協和村が発足。同日淀川村廃止。
- 1969年（昭和44年）4月1日 - 協和村が町制施行して協和町となる。
- 2005年（平成17年）3月22日 - 協和町が大曲市・神岡町・西仙北町・中仙町・南外村・仙北町・太田町と合併して大仙市が発足。

## 交通

### 道路
現在は秋田自動車道の協和インターチェンジが所在するが、当時は未開通。